# Muhammad Hassan
Marc Julian Copani (Syracuse, 16 de abril de 1981) é um lutador profissional americano aposentado. Como lutador, ele é mais conhecido por suas aparições na World Wrestling Entertainment (WWE) de 2004 a 2005, onde interpretou um árabe-americano sob o nome de ringue Muhammad Hassan . Sua carreira teve um fim abrupto quando um polêmico ângulo terrorista coincidiu com os atentados de Londres em 7 de julho de 2005, levando a rede de televisão UPN a pressionar a WWE para remover o personagem de Copani da televisão. Após deixar a WWE, ele parou de lutar, passando a trabalhar como educador. Copani voltou ao wrestling em 2018 no evento The Dynasty King of Thrones.